# 스플릿 (영화)
《스플릿》은 2016년에 개봉한 대한민국의 영화이다.

## 캐스팅
- 유지태 : 윤철종 역
- 이정현 : 주희진 역
- 이다윗 : 박영훈 역
- 정성화 : '두꺼비' 두중오 역
- 권해효 : 백 사장 역
- 문영수 : 은발노인 역
- 장희웅 : 무경 역
- 양동탁 : 헌팅캡 역
- 금서 : 민수 역
- 정의갑 : 탱고남 역
- 조상기 : 금목걸이 역
- 김혜나 : 윤 여사 역
- 정찬우 : 은발노인 경호원 역
- 한국진 : 금목걸이 일행 1 역
- 엄지만 : 금목걸이 일행 2 역
- 조수정 : 철종 아내 역
- 장혁진 : 골프웨어남 역
- 신성원 : 올림픽볼링장 사장 역
- 김유리 : 올림픽볼링장 여직원 역
- 황대준 : 명품남 1 역
- 김호준 : 명품남 2 역
- 백현주 : 영훈 어머니 역
- 박상필 : 중국선수 1 역
- 정승주 : 중국선수 2 역
- 정성완 : 헌팅캡 일행 1 역
- 김주경 : 헌팅캡 일행 2 역
- 오치운 : 성심원 원장 역
- 장서경 : 성심원 여대생 역
- 조완기 : 선글라스 남 역
- 이동용 : 슈퍼 아저씨 역
- 이혜리 : 수요볼링/대통령배 아나운서 역
- 정종열 : 수요볼링/대통령배 해설자 역
- 한철우 : 대통령배 깍두기 역
- 전현숙 : 장부중국집 여주인 역
- 이정주 : 토우볼링장 경비원 역
- 한연수 : 빅볼링장 여직원 역
- 이예림 : 원피스녀 역
- 유준서 : 어린 영훈 역
- 원영숙 : 영훈 할머니 역
- 정현수 : 영훈 이복동생 역
- 김채연 : 어린 희진 역
- 조선묵 : 희진 아버지 역
- 이원서 : 대통령배 철종 동료 1 역
- 김영환 : 대통령배 철종 동료 2 역
- 손원락 : 대통령배 두꺼비 동료 1 역
- 조영선 : 대통령배 두꺼비 동료 2 역
- 신민수 : 올림픽볼링장 젊은남 역
- 김혜인 : 올림픽볼링장 젊은여 1 역
- 반하늬 : 올림픽볼링장 젊은여 2 역
- 박서현 : 올림픽볼링장 회원 1 역
- 윤수현 : 올림픽볼링장 회원 2 역
- 김지은 : 룸사롱 여자 1 역
- 박하연 : 룸사롱 여자 2 역
- 최승 : 성심원 사감 역
- 이영은 : 다코스볼링장 아줌마 역
- 이지수 : 그랜드볼링장 상대선수 역
- 강충훈 : 스톰암배 아나운서 목소리 역
- 김하라 : 빅볼링장 구경꾼 목소리 역
- 김태훈 : 토우볼링장 구경꾼 1 목소리 역
- 정한빈 : 토우볼링장 구경꾼 2 목소리 역
- 박철민 : 박윤배 역 (특별출연)